# Greg Bell
Gregory Curtis „Greg“ Bell (7. listopadu 1930 Terre Haute – 25. ledna 2025 Logansport) byl americký atlet, olympijský vítěz ve skoku do dálky.
Jeho největším sportovním úspěchem je vítězství v olympijské soutěži dálkařů v Melbourne v roce 1956. Vytvořil tehdy olympijský rekord 783 cm. Jeho osobní rekord 810 cm byl tehdy druhým výkonem v historii, po světovém rekordu 813 cm Jesse Owense. Mistrem USA se stal v letech 1955 a 1959. Po skončení sportovní kariéry pracoval jako zubní lékař.